# Paul Freeman (Dirigent)
Paul Douglas Freeman (* 2. Januar 1936 in Richmond, Virginia; † 21. Juli 2015) war ein afroamerikanischer Dirigent.

## Leben und Wirken
Freeman erhielt Klarinetten- und Cellounterricht und studierte an der Virginia State University und der Eastman School of Music. Ein Fulbright-Stipendium ermöglichte es ihm, seine Ausbildung an der Hochschule für Musik „Hanns Eisler“ Berlin bei Ewald Lindemann zu vervollkommnen. Er begann seine musikalische Laufbahn als Dirigent am Operntheater von Rochester (1961–1966) und leitete dann bis 1968 das San Francisco Community Music Center.
Er dirigierte das Dallas Symphony Orchestra und war von 1970 bis 1979 Conductor in Residence des Detroit Symphony Orchestra. Von 1979 bis 1989 leitete er das kanadische Victoria Symphony Orchestra, ab 1987 außerdem die Chicago Sinfonietta, deren Mitbegründer er war. Seit 1996 war er weiterhin Musikdirektor des Tschechischen Nationalen Sinfonieorchesters in Prag. 
Als Gastdirigent trat Freeman mit mehr als 100 Orchestern in über dreißig Ländern auf. Er spielte über 200 CDs ein, darunter mit der Chicago Sinfonietta  die dreiteilige African Heritage Symphonic Series mit Kompositionen der afroamerikanischen Komponisten Samuel Coleridge-Taylor, Fela Sowande, William Grant Still, Ulysses Kay, George Walker, Roque Cordero, Adolphus Hailstork, Hale Smith, Michael Abels, David Baker, William Banfield und Coleridge-Taylor Perkinson. Bekannt auch seine Aufnahme aller Mozart-Klavierkonzerte mit Derek Han wurde von 1992/93.

## Auszeichnungen
- 1967: 2. Preis bei der Dimitri Mitropoulos International Music Competition in New York